# Kościół Matki Boskiej Bolesnej w Nowej Rudzie
Kościół Matki Boskiej Bolesnej w Nowej Rudzie – sanktuarium położone w Sudetach, w paśmie Wzgórz Włodzickich, na szczycie Kościelca. Bywa też często określane jako Sanktuarium na Górze Wszystkich Świętych, poświęcone Matce Boskiej Bolesnej. Kościół filialny parafii św. Katarzyny Aleksandryjskiej. 

## Historia
Miejsce od XVIII wieku stanowiło cel pielgrzymek – znajdował się tutaj drewniany krzyż, być może postawiony przez bernardynów. W 1680 mieszkańcy Słupca postanowili wybudować kościół, jako podziękowanie za ocalenie z zarazy, szalejącej po ziemi kłodzkiej. W lipcu nadeszła zgoda na budowę od arcybiskupa Pragi, a w listopadzie wyświęcono kościół ku czci Chrystusowego Świętego Krzyża, Jego Najświętszej Bolesnej Matki Maryi Dziewicy i Jej gorzkim łzom, św. Sebastianowi, św. Rochowi, św. Karolowi Boromeuszowi, św. Franciszkowi Ksaweremu, św. Rozalii i jeszcze innym świętym chroniącym przed zarazami.

Już w XVIII wieku zamieszkali tu pierwsi pustelnicy, w specjalnej pustelni obok świątyni. Pierwszym znanym był Onufry Roter (1687-1761) z zakonu minorytów św. Franciszka. W 1752 wybudowano drugą pustelnię tuż przy kościele, a w 1801 trzecią. W 1816 udekorowano ołtarz, a w 1819 pojawiła się ambona. W 1847 w kościele znalazły się relikwie Pacyfikusa i Cancydy – męczenników chrześcijańskich z okresu rzymskiego.

W 1855 obok kościoła powstała droga krzyżowa – poświęcił ją ks. Teuber ze Słupca. Autorem obrazów na kapliczkach był malarz Siegel z Ząbkowic Śląskich. W 1880 na ołtarzu ustawiono nową figurę Madonny, wykonanej przez monachijskiego rzeźbiarza Rücknera na polecenie pustelnika Augusta Teubera. Starsza, barokowa rzeźba znalazła się w sztucznej grocie obok kościoła.

Na początku XX wieku sanktuarium została wyremontowane, podobnie jak stacje drogi krzyżowej. W związku z dużym ruchem pątniczym w XIX wieku wybudowano tutaj drogę ze Słupca; w 1909 Kłodzkie Towarzystwo Górskie otwarło na Górze Wszystkich Świętych schronisko Luckasbaude, a w 1913 wieżę widokową Moltketurm.

Od 1885 do 1930 w pustelni przebywał kolejny pustelnik – Anton Hertelt, znany jako brat Felix (Frater Felix). Dzisiaj upamiętnia go tablica pamiątkowa, wmurowana w ścianę kościoła.

W okresie powojennym sanktuarium straciło na znaczeniu i powoli niszczało. W latach 80. XX wieku było już całkowitą ruiną z zawalonym dachem i częściowo zniszczonymi ścianami. Zostało odbudowane i ponownie konsekrowane dopiero w 1996. W nowy ołtarz główny wmurowano relikwie św. męczenników rzymskich.

Od 15 września 2002 nosi tytuł Sanktuarium Ziemi Noworudzkiej.

## Architektura
Kościół został wzniesiony na planie prostokąta, z kwadratowym prezbiterium nakrytym kopułą zwieńczoną hełmem. Nawa nakryta jest dachem dwuspadowym. Na elewacji frontowej jest główny portal zamknięty trójkątnym tympanonem, po prawej stronie jest skromniejszy drugi portal. Po obu stronach fasady i w jej trójkątnym szczycie znajdują się nisze.

## Galeria

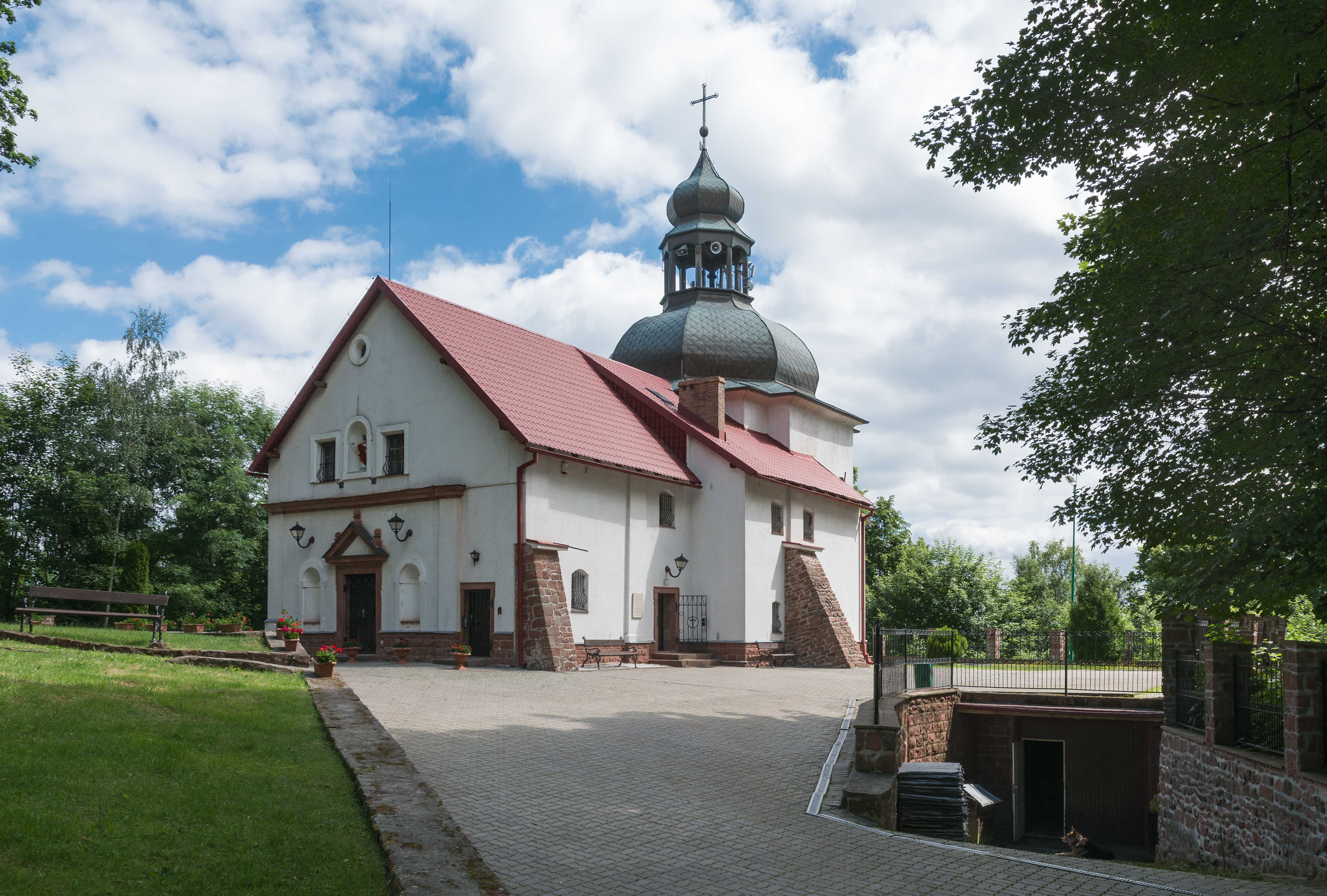
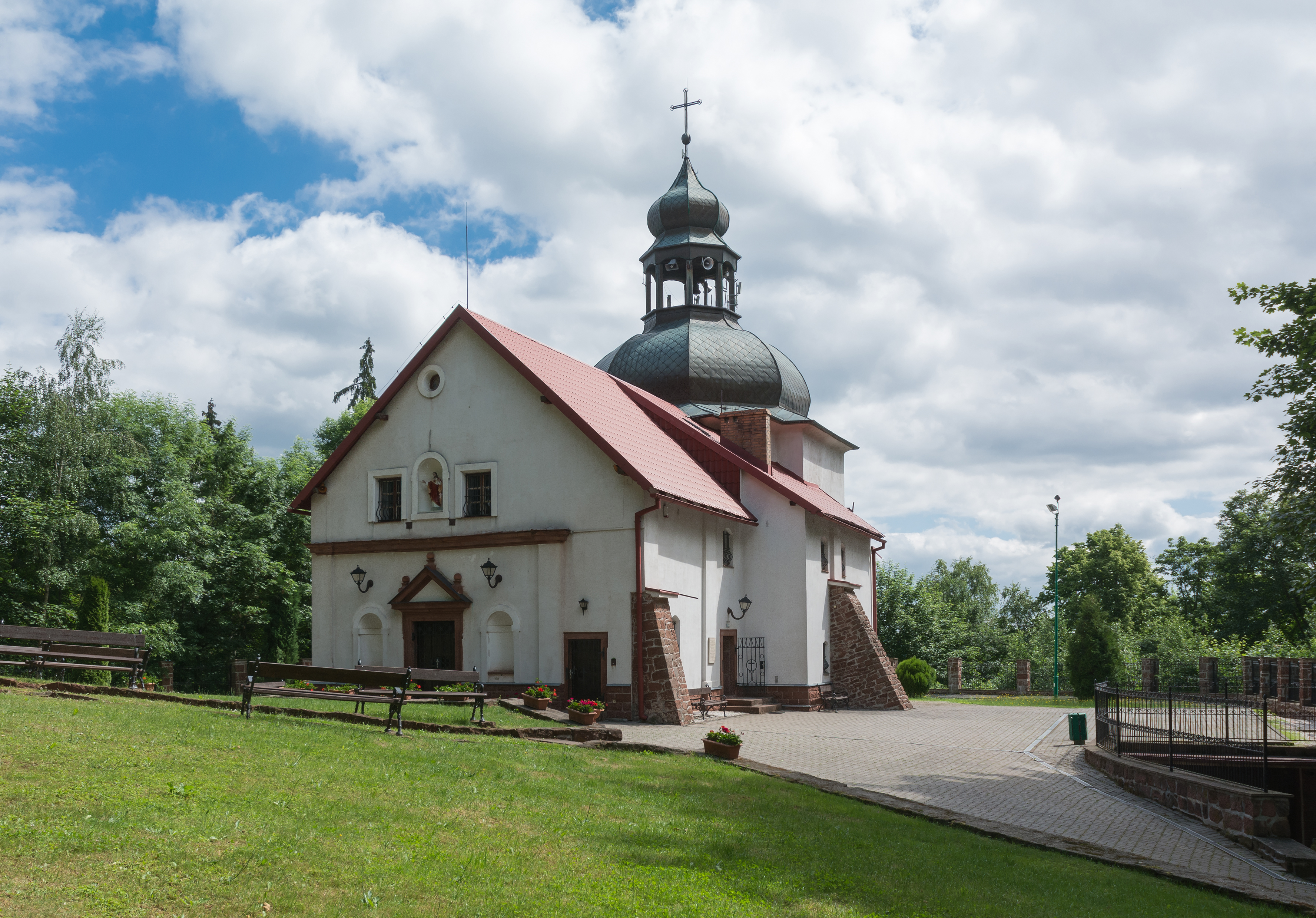
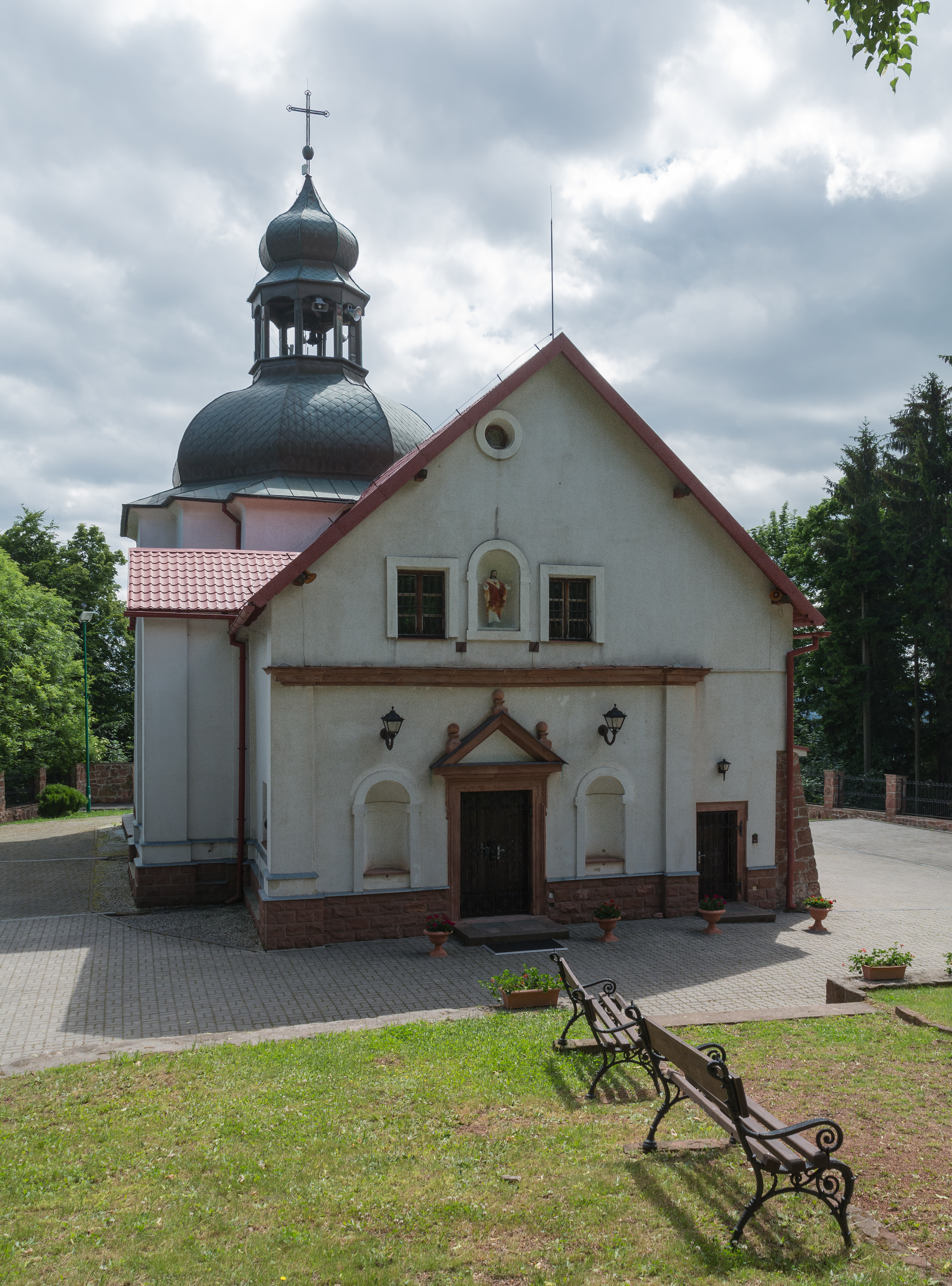
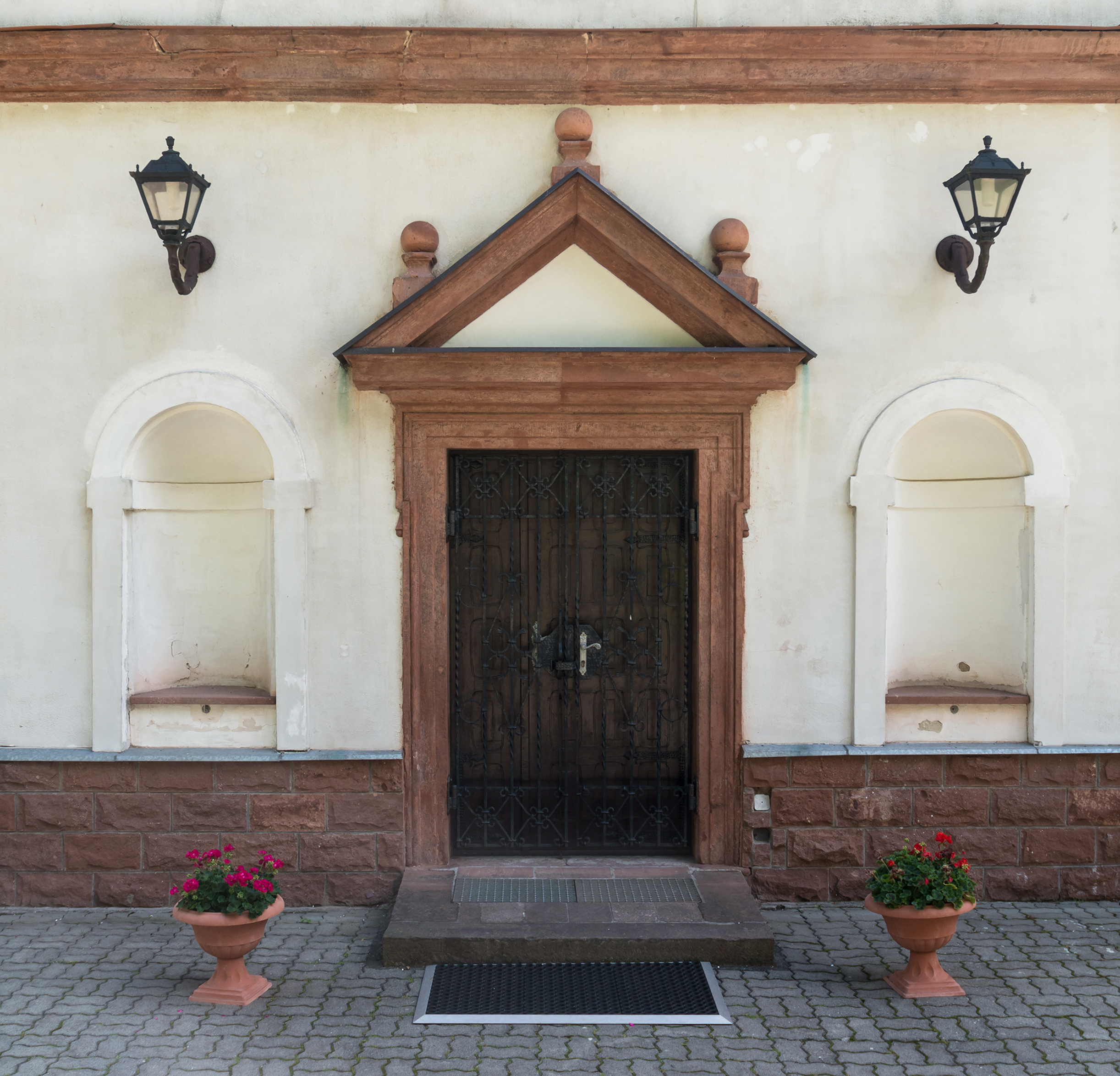
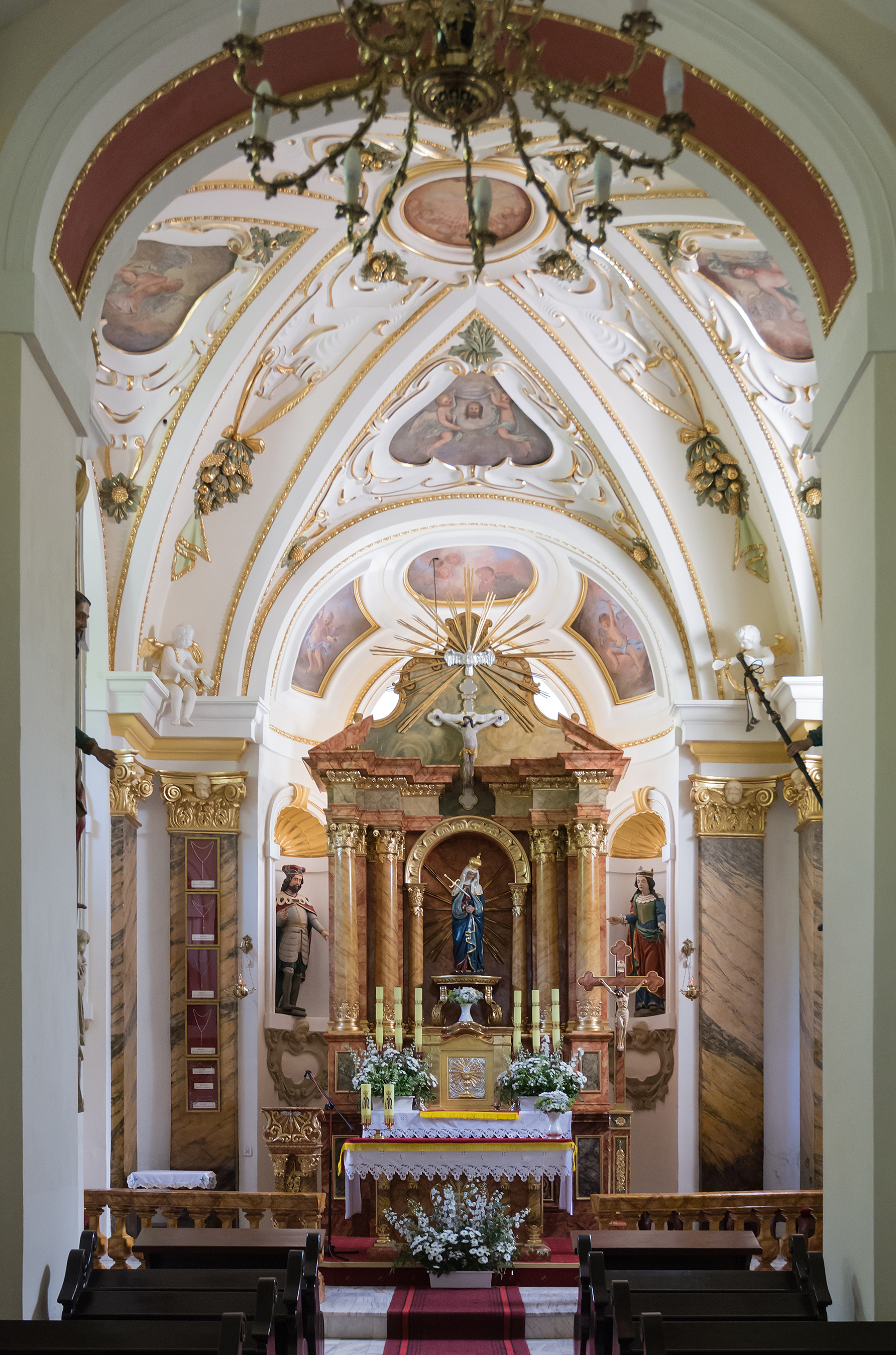